# 李施嬅
李施嬅（英語：Selena Lee Sze Wah，1981年2月12日—），曾用藝名李詩韻，香港女演員、歌手、監製、編劇。2003年因參選香港小姐競選獲得「最上鏡小姐」及「才藝小姐」而出道，先後參演或主演多部香港及海外影視作品，於萬千星輝頒獎典禮2019憑《金宵大廈》獲得「最受歡迎電視女角色」和「最受歡迎電視拍擋」獎項。

## 早年經歷
李施嬅出生於香港富裕家庭，在家中排行第三，其父親李光輝原本經營專門生產計算機的公司「雅達家電」。她在7歲時隨家人移民到加拿大多倫多。中學畢業後，李施嬅就讀於多倫多大學主修會計，曾是學校商科學生會副主席。
李施嬅於2003年回港，改名「李詩韻」後參選該年度《香港小姐競選》，因而輟學。李施嬅在準決賽奪得「最上鏡小姐」及「才藝小姐」獎項。

## 演藝事業

#### 2003年-2010年：入行初期 六度入選飛躍進步女藝員 曾四度入選最佳女配角
2003年，李施嬅當選《香港小姐》「最上鏡小姐」和「才藝小姐」後與香港無綫電視簽約，成為旗下經理人合約藝員。2004年拍攝首部電視劇《天涯俠醫》，並擔任配角，2005年，李施嬅因在劇集《老婆大人》飾演「梁昕昕」而漸露頭角。她曾與《老婆大人》同劇演員鄧健泓交往，其後於2010年1月宣佈分手。其後於多部電視劇中擔任配角，包括《阿旺新傳》、《最美麗的第七天》、《太極》、《東山飄雨西關晴》、《鐵馬尋橋》及《公主嫁到》等。初入行的她已於《本草藥王》、《布衣神相》、《肥田囍事》、《律政新人王II》、《少年四大名捕》及 《天機算》擔任第2女主角。
於2005-2010年六度入圍《萬千星輝頒獎典禮》「飛躍進步女藝員」，其中2006,2008,2010年入選最後5強，2005,2007年入選最後10強，及 2005年憑《老婆大人》及《佛山贊師父》，2006年憑《肥田囍事》, 2009年憑《宮心計》及 2010年憑《鐵馬尋橋》共四次提名「最佳女配角」。
2009年11月，其最佳女配角提名作品《宮心計》最高收視50點，李施嬅向無綫電視請大假返多倫多留學4個月，完成10年前的商科學位課程。其後，李施嬅投資過百萬開設「Technique」化妝學校，獨資當上老闆娘，於2010年4月正式舉行開幕儀式，有不少圈中朋友出席。李施嬅為學校考了ITEC國際美容文憑，凡事親力親為，更因此直到該年11月暫停拍劇。學校上軌道後，李施嬅再次重返無綫電視拍劇。因為受到更多限制，李施嬅已出售「Technique」學校股權。

#### 2011年-2013年：成為第一女主角，入選最佳女主角 獲得星和「飛躍進步女藝人」獎
2011年，李施嬅在梁材遠監製的劇集《紫禁驚雷》中，飾演「卓紫凝」一角，該劇大結局最高收視達到40點，入選最佳女主角。2012年，李施嬅於劇集《換樂無窮》飾演「侯若海（Hailey）」一角；同年於台慶劇《大太監》飾演「索綽絡·婉（婉太嬪）」一角大獲好評。她在《星和無綫電視大獎2012》獲得「飛躍進步女藝人」獎。2012年主演《換樂無窮》收視超過33點，《拳王》收視超過30點，2013年主演《情越海岸線》收視超過28點，《熟男有惑》收視超過27點。

#### 2013年-2016年：主演新加坡喜劇女主角亞洲電視大獎獲獎 主演劇集獲角色獎
2013年11月，李施嬅赴新加坡拍攝喜劇《Spouse for House》第一季。2014年於亞洲電視大獎獲最佳喜劇演員-高度讚揚。
2014年，李施嬅於劇集《寒山潛龍》首度一人分飾兩角，分別飾演「桃花」及「殷媚娘」。她憑此劇在《TVB 馬來西亞星光薈萃頒獎典禮2014》「最喜愛TVB女角色」獎，同年在《萬千星輝頒獎典禮2014》首度入圍「最受歡迎電視女角色」，以及「最佳女主角」最後十強。2015年，李施嬅在劇集《風雲天地》飾演汪明荃角色青年版，演技獲汪明荃大讚。另外主演《樓奴》飾演鋼琴老師「蔡堅菁」。她憑此角獲得《TVB 馬來西亞星光薈萃頒獎典禮2015》「最喜愛TVB女角色」獎及《星和無綫電視大獎2015》「我最喜愛TVB女角色」獎。
2015年1月，李施嬅赴新加坡拍攝喜劇《Spouse for House》第二季。
2016年，李施嬅在劇集《純熟意外》中首度一人分飾三角，分别飾演男主角喬文傑（吳啟華 飾）的前世戀人「月牙公主」、女主角殷然（蔡思貝 飾）的母親「莊穎兒」及「凌若菲」，演技獲好評。她憑此劇在《星和無綫電視大獎2016》獲得「我最愛TVB女角色」獎。

#### 2017年-2018年：美加微電影獲最佳女主角獎 天命表現出色
2017年，李施嬅憑微電影《Once More》飾演「Selina」一角奪得European Cinematography Awards 和 Los Angeles Film Awards 的「最佳女演員」，首度獲封「影后」名銜。
2018年，李施嬅在劇集《天命》飾演「鈕祜祿·鈴兒（皇貴妃）」一角，獲最美皇后美譽，其演技再次受到注目。她亦憑此劇在《觀眾在民間電視大獎2018》成為「民選最佳女主角」獎最後5強。

#### 2019年：事業巔峰 金宵大廈獲TVB最受歡迎電視女角色、民選最佳女主角、最受歡迎電視拍擋
2019年1月，李施嬅在劇集《有個大老千》飾演60年代的電影經理人「瑪利蓮」。同年3月，她憑加拿大劇集《血與水》第二季獲提名「第七屆加拿大影視獎」女配角最後五強。李施嬅在同年4月與無綫電視結束合約，结束长达15年的宾主关系。

同年9月，她在奇幻劇《金宵大廈》同時飾演現代空姐「章瑋（Alex）」和60年代舞女「楊玉華（Coco）」。該劇在播出後被網民封為神劇，李施嬅在劇中的演出備受好評。她憑此劇在《萬千星輝頒獎典禮2019》入圍「最佳女主角」最後五強，屈居第三位，並首度獲得「最受歡迎電視女角色」獎 ，更與陳山聰奪得「最受歡迎電視拍擋」。。她亦憑此劇在《觀眾在民間電視大獎2019》以得票39.67%獲得「民選最佳女主角」獎 。《金宵大廈》最高收視31.1點。

#### 2020年-2021年：二次緣獲金曲獎 金宵大廈揚威海外 加拿大劇集擔任第一主角監制
2020年2月，李施嬅在劇集《法證先鋒IV》飾演法醫「聞家希（Dr. Man）」，入圍《亞洲電視大奬2020》「最佳女主角」。《法證先鋒IV》收視40點，是當年收視冠軍劇集。她亦與該劇演員海俊傑合唱單曲《二次緣》，為其首度推出的歌曲獲獎，包括《2020勁歌金曲優秀選第一回》得獎歌曲、《2020年度勁歌金曲頒獎典禮》「最佳合唱歌曲 銅獎」以及《JOOX Top Music Awards 2020（第二季）TOP SING K歌》第六名。同年6月，李施嬅與邵氏兄弟簽約，並於8月回巢拍攝續集《金宵大廈2》。
2021年1月，李施嬅返回加拿大拍攝其首度有份監制和第一主角尚未完成的加拿大劇集《血與水》第三季。同年10月，她憑《金宵大廈》獲得2021年紐約電視電影節「最佳女演員」優異獎。《法證先鋒IV》最高收視40點。

#### 2022年：金宵大廈2入圍亞洲電視大奬最佳女主角 個人單曲相愛萬年獲獎 進軍國際電影 發佈首張個人唱片
2022年3月31日，李施嬅在社交網站透露自己患有自體免疫性疾病（Autoimmune disease），已於去年年末開始停工，現正接受治療 。同年4月，奇幻劇《金宵大廈2》播出，李施嬅在劇中同時飾演「Ella」、「Lydia」及60年代的精神病院醫生，其神級演技和英式口音，技驚四座，入圍《亞洲電視大奬2022》最佳女主角，她憑此劇在《萬千星輝頒獎典禮2022》入圍「最佳女主角」最後五強、「馬來西亞最喜愛TVB女主角」最後五強，是當年唯一入選兩地獎項最後五強的女演員，她亦入圍「最受歡迎電視女角色」，並與陳山聰再次入圍「最受歡迎電視拍擋」。李施嬅亦為《金宵大廈2》首度創作並演唱插曲《相愛萬年》，憑此曲入選「最受歡迎電視歌曲」，該曲於3月28日推出，5個月內Youtube點擊率超過45萬。2022年9月9日發佈EP - 李施嬅 Selena Lee 。2022年9月24日舉行簽唱會。她亦憑此劇在《觀眾在民間電視大獎2022》第3度提名「民選最佳女主角」獎 。同時獲提名最佳拍擋獎。自5月29日起，千禧經典台（原TVB經典台）以Superstar為題，播放李施嬅劇集，依序為《布衣神相》、《寒山潛龍》、《樓奴》、《換樂無窮》。2022年9月，於香港開拍其有份監制和編劇的廣東話版電影Tape，預計2023年上映。

#### 2023年: 拍攝新聞女王
2023年，李施嬅順利完成拍攝重頭劇《新聞女王》，飾演電視台新聞主播張家妍，該劇於同年年底播出；李施嬅憑此劇入圍《萬千星輝頒獎典禮2023》「最佳女主角」及「大灣區最喜愛TVB女主角」最後五強，及再度提名「馬來西亞最喜愛TVB女主角」。她亦憑此劇在《觀眾在民間電視大獎2023》第4度提名「民選最佳女主角」獎 。同時獲提名最佳拍擋獎。
2023年12月16日和23日，李施嬅於美國洛杉磯和三藩市參加 「胡說八道Girls Night世界巡迴演唱會 」演出。

#### 2024年: 首次國語演出舞台劇 向延安 與內地劇集
2024年5月20日，周大生首部AI時代品牌《愛神•金不換》微電影網上微博公映。
2024年5月27日至31日，於上海東方藝術中心歌劇廳演出。在七一期間在國家大劇院演出。李施嬅擔任女主角。 
2024年12月，首部內地劇集《燦爛的風和海》播映。

## 個人生活

### 圈中好友
李施嬅加入無綫後人緣甚廣，其好友包括胡杏兒、胡定欣、胡蓓蔚、姚子羚、黃智雯、趙希洛、陳茵媺、曹敏莉、朱凱婷、陳山聰、馬國明及鍾嘉欣等。她與胡杏兒、胡定欣、胡蓓蔚、姚子羚及黃智雯組成姊妹團「胡說八道會」，亦與同樣熱愛長跑運動的袁偉豪、陳山聰、謝東閔、胡諾言及胡說八道會成員一同組成「Crazy Runner」。

### 感情生活
李施嬅在2019年七夕在社交網站上傳自己與99枝玫瑰的合照 。2021年2月，她在社交網站宣布訂婚。當時未婚夫姓名为车祟健（Anson Cha）。2025年2月9日，李施嬅宣布與原未婚夫車崇健已分開。

## 演出作品

### 電視劇
| 年份   | 劇名                                                      | 角色                                                     |
| 2004年 | 天涯俠醫                                                  | 方雪兒（Shirley）                                        |
| 2005年 | 老婆大人                                                  | 梁昕昕（Yoyo）                                           |
| 2005年 | 阿旺新傳                                                  | 楊婉君（Joanna）                                         |
| 2005年 | 佛山贊師父                                                | 富察·皓月                                                |
| 2005年 | 本草藥王                                                  | 吳慕榕                                                   |
| 2006年 | 布衣神相                                                  | 嫣夜來／玉芙蓉                                           |
| 2006年 | 肥田囍事                                                  | 郭寶樂（Maggie）                                         |
| 2007年 | 天機算                                                    | 心 怡                                                    |
| 2007年 | 學警出更                                                  | 葉玲鳳                                                   |
| 2007年 | 律政新人王II                                              | 鄭彩玉                                                   |
| 2008年 | 最美麗的第七天                                            | 阮 靜（Miko）                                            |
| 2008年 | 太極                                                      | 言翠翹                                                   |
| 2008年 | 法證先鋒II                                                | 李 蕎（Cat）                                             |
| 2008年 | 少年四大名捕                                              | 藍若飛                                                   |
| 2008年 | 東山飄雨西關晴                                            | 方寶琦                                                   |
| 2009年 | 老婆大人II                                                | 梁昕昕（Yoyo）                                           |
| 2009年 | 宮心計                                                    | 萬寶賢                                                   |
| 2010年 | 鐵馬尋橋                                                  | 榮芷晴                                                   |
| 2010年 | 公主嫁到                                                  | 阮小玉                                                   |
| 2011年 | 紫禁驚雷                                                  | 卓紫凝／愛新覺羅·端敏                                    |
| 2012年 | 換樂無窮                                                  | 侯若海（Hailey）/范淑香                                  |
| 2012年 | 拳王                                                      | 齊柏暉（Donna）                                          |
| 2012年 | 大太監                                                    | 索綽絡·婉（婉太嬪）                                      |
| 2013年 | 情越海岸線                                                | 郭希雯（Heidi）                                          |
| 2013年 | 熟男有惑                                                  | 鍾麗莎（Elsa）                                           |
| 2014年 | Spouse for House（第一季）                                | Jessica Tan                                              |
| 2014年 | 寒山潛龍                                                  | 桃花／殷媚娘                                             |
| 2015年 | Spouse for House（第二季）                                | Jessica Tan                                              |
| 2015年 | 風雲天地                                                  | 曹關若男（青年）                                         |
| 2015年 | 樓奴                                                      | 蔡堅菁（堅姐）                                           |
| 2016年 | 純熟意外                                                  | 凌若菲（Faye）／莊穎兒／月牙公主                         |
| 2018年 | 天命                                                      | 鈕祜祿·鈴兒（皇貴妃）                                    |
| 2018年 | 血與水（第二季）                                          | Michelle Chang                                           |
| 2019年 | 有個大老千                                                | 瑪利蓮                                                   |
| 2019年 | 金宵大廈                                                  | 章 瑋（Alex）／楊玉華（CoCo）                            |
| 2020年 | 法證先鋒IV                                                | 聞家希（Dr. Man）                                        |
| 2021年 | Blood and Water (Canadian TV series) （第三季：冰火不容） | Michelle Chang                                           |
| 2022年 | 金宵大廈2                                                 | Ella／Lydia／精神病院醫生／章 瑋（Alex）／楊玉華（CoCo） |
| 2023年 | 新聞女王                                                  | 張家妍                                                   |
| 2024年 | 燦爛的風和海                                              | 吳凱彤（Casey）                                          |
| 籌備中 | 新聞女王2                                                 | 張家妍                                                   |

### 電影
| 日期   | 劇名                                     | 角色         | 備註                            |
| 2008年 | 影音使團人生熱線影院第三輯 - 真的戀愛了? | Vivian       |                                 |
| 2009年 | 殺人犯                                   | 聲演         |                                 |
| 2011年 | 單身男女                                 | 歐文太太     |                                 |
| 2016年 | Once More                                | Selina       | 微電影                          |
| 2024年 | 《愛神•金不換》                          | 秦可真 (Kay) | 網上AI電影                      |
| 2024年 | Tape 錄影歹                              | 薇薇 Amy     | 監制，編劇之一, 翻拍 2001年Tape |

### 舞台劇
| 日期   | 劇名     | 角色           | 備註   |
| 2009年 | 天使外婆 | 舞蹈老師 Joyce | [ 34 ] |
| 2024年 | 向延安   | 袁春梅         | [ 35 ] |

### 固定綜藝
| 年份   | 节目                                          | 備註     |
| 2003年 | 香港小姐競選2003                              | 參賽者   |
| 2005年 | 永安旅遊特約：神山                            |          |
| 2006年 | 《肥仔肥女競選大賽》                          | 主持     |
| 2007年 | 美心冰皮月餅特約：美心冰皮美味日誌            |          |
| 2007年 | 東亞銀行特約：創富夢成真                      |          |
| 2008年 | 《更上一層樓》第6輯                           | 主持之一 |
| 2008年 | TurboJET噴射飛航特約：全情為澳門啟航          |          |
| 2010年 | 屈臣氏特約：健康Easy Touch                    | 主持     |
| 2010年 | 基本法情繫香港二十年                          |          |
| 2010年 | 《以諾遊蹤》 第3輯：保羅勇闖高峰之旅          | 主持之一 |
| 2011年 | 《以諾遊蹤》 第5輯：德國改革與轉化            | 主持之一 |
| 2014年 | 慶祝澳門回歸祖國十五周年 拉丁城區幻彩大巡遊   | 主持之一 |
| 2016年 | 《為食3姊妹》                                 | 主持之一 |
| 2016年 | 《星星探親團》加拿大多倫多篇                  | 主持之一 |
| 2016年 | 《酒遍全世界》                                | 主持     |
| 2017年 | 《星級超常任務》（星級健康4之Go Green碳世界） | 主持之一 |
| 2017年 | 《胡說八道真情假期》                          | 主持之一 |
| 2017年 | 《一起跑過的日子》                            | 主持之一 |
| 2018年 | 《姊妹淘》馬來西亞篇第四輯                    | 主持之一 |

### 音樂影片演出
| 時間   | MV                       |
| 2006年 | 陳奕迅《富士山下》       |
| 2008年 | 王祖藍《天使低低B》      |
| 2020年 | 李施嬅、海俊傑《二次緣》 |
| 2022年 | 李施嬅《相愛萬年》       |

## 音樂作品

### 個人專輯
| 專輯 # | 專輯名稱          | 專輯類型 | 發行公司 | 發行日期     | 曲目                                      |
| 1st    | 李施嬅 Selena Lee | EP       | 天盟娛樂 | 2022年9月9日 | 曲目 1. 相愛萬年 2. 二次緣 (與海俊傑合唱) |

### 單曲
| 推出日期      | 曲目     | 作曲           | 填詞   | 編曲   | 監製   | 備註              |
| 2020年2月11日 | 二次緣   | 伍樂城         | 張楚翹 | 伍樂城 | 伍樂城 | 與海俊傑合唱      |
| 2022年3月28日 | 相愛萬年 | 李施嬅／蔡慧芝 | 林若寧 | 古馳   | 譚國政 | 《金宵大廈2》插曲 |

### 派台歌曲成績
| 派台歌曲成績（五台） | 派台歌曲成績（五台） | 派台歌曲成績（五台） | 派台歌曲成績（五台） | 派台歌曲成績（五台） | 派台歌曲成績（五台） | 派台歌曲成績（五台） | 派台歌曲成績（五台）                                                         |
| -------------------- | -------------------- | -------------------- | -------------------- | -------------------- | -------------------- | -------------------- | ---------------------------------------------------------------------------- |
| 唱片                 | 歌曲                 | 903                  | RTHK                 | 997                  | TVB                  | ViuTV                | 備註                                                                         |
| 2020年               |                      |                      |                      |                      |                      |                      |                                                                              |
| 李施嬅 Selena Lee    | 二次緣               | -                    | -                    | 4                    | 7                    | ×                    | 與海俊傑合唱 加拿大至 HIT 中文歌曲排行榜: 9                                  |
| 2022年               |                      |                      |                      |                      |                      |                      |                                                                              |
| 李施嬅 Selena Lee    | 相愛萬年             | -                    | 14                   | 5                    | 6                    | ×                    | 首支個人派台作品 無綫電視劇《金宵大廈2》插曲 加拿大至 HIT 中文歌曲排行榜：10 |

| 各台冠軍歌總數（五台） | 各台冠軍歌總數（五台） | 各台冠軍歌總數（五台） | 各台冠軍歌總數（五台） | 各台冠軍歌總數（五台） | 各台冠軍歌總數（五台） |
| ---------------------- | ---------------------- | ---------------------- | ---------------------- | ---------------------- | ---------------------- |
| 903                    | RTHK                   | 997                    | TVB                    | ViuTV                  | 備註                   |
| 0                      | 0                      | 0                      | 0                      | 0                      | 五台冠軍歌總數：0      |

- （*）仍在榜上
- （-）未能上榜
- （×）沒有派往該台

## 無綫月曆
- 2006年 - 11/12月 - 郭可盈、馬德鐘、麥長青、黃德斌、郭政鴻、李思捷、李亞男、曹敏莉、楊思琦、司徒瑞祈
- 2007年 - 3月 - 鍾嘉欣、陳錦鴻、馬國明
- 2008年 - 10月 - 馬浚偉、蔡少芬、苗僑偉、邵美琪、陸詩韻
- 2009年 - 5月 - 馬國明、蒙嘉慧、楊思琦、黎諾懿
- 2013年 - 3月 - 胡定欣、陳敏之、黃智雯、田蕊妮、苟芸慧
- 2015年 - 封面
- 2016年 - 5月《純熟意外》- 吳啟華、蔡思貝、滕麗名、黎諾懿
- 2017年 - 封面
- 2018年 - 6月《天命》- 陳展鵬、唐詩詠、譚俊彥、陳山聰、姚子羚

## 獎項及提名

### 萬千星輝頒獎典禮
| 年份   | 獎項                    | 劇集/節目                                                                    | 角色/搭檔                                        | 結果     |
| 2005年 | 最佳女配角              | 《老婆大人》                                                                 | 梁昕昕                                           | 提名     |
| 2005年 | 最佳女配角              | 《佛山贊師父》                                                               | 富察·酷月                                        | 提名     |
| 2005年 | 飛躍進步女藝員          | 《佛山贊師父》                                                               | 富察·酷月                                        | 最後十強 |
| 2005年 | 飛躍進步女藝員          | 《老婆大人》                                                                 | 梁昕昕                                           | 提名     |
| 2006年 | 最佳女配角              | 《肥田囍事》                                                                 | 郭寶樂                                           | 提名     |
| 2006年 | 飛躍進步女藝員          | 《肥田囍事》 《本草藥王》                                                    | 不適用                                           | 提名     |
| 2007年 | 飛躍進步女藝員          | 《天機算》                                                                   | 心 怡                                            | 提名     |
| 2008年 | 飛躍進步女藝員          | 《律政新人王II》 《太極》 《最美麗的第七天》 《法證先鋒II》 《少年四大名捕》 | 不適用                                           | 提名     |
| 2009年 | 最佳女配角              | 《宮心計》                                                                   | 萬寶賢                                           | 提名     |
| 2009年 | tvb.com人氣大獎         | 不適用                                                                       | 不適用                                           | 提名     |
| 2010年 | 最佳女配角              | 《鐵馬尋橋》                                                                 | 榮芷晴                                           | 提名     |
| 2010年 | 飛躍進步女藝員          | 《鐵馬尋橋》 《公主嫁到》                                                    | 不適用                                           | 提名     |
| 2010年 | tvb.com人氣大獎         | 不適用                                                                       | 不適用                                           | 提名     |
| 2011年 | 最佳女主角              | 《紫禁驚雷》                                                                 | 卓紫凝／愛新覺羅·端敏                            | 提名     |
| 2014年 | 最佳女主角              | 《寒山潛龍》                                                                 | 桃花／殷媚娘                                     | 提名     |
| 2014年 | 最受歡迎電視女角色      | 《寒山潛龍》                                                                 | 桃花／殷媚娘                                     | 提名     |
| 2015年 | 最佳女主角              | 《樓奴》                                                                     | 蔡堅菁                                           | 提名     |
| 2015年 | 最受歡迎電視女角色      | 《樓奴》                                                                     | 蔡堅菁                                           | 提名     |
| 2016年 | 最佳女主角              | 《純熟意外》                                                                 | 月牙公主／莊穎兒／凌若菲                         | 提名     |
| 2017年 | 最受歡迎電視拍檔        | 《胡說八道真情假期》                                                         | 與胡杏兒、胡定欣、黃智雯、姚子羚、胡蓓蔚一同提名 | 提名     |
| 2018年 | 最佳女主角              | 《天命》                                                                     | 鈕祜祿·鈴兒                                      | 提名     |
| 2018年 | 最受歡迎電視女角色      | 《天命》                                                                     | 鈕祜祿·鈴兒                                      | 提名     |
| 2018年 | 新加坡最喜愛TVB女主角   | 《天命》                                                                     | 鈕祜祿·鈴兒                                      | 提名     |
| 2018年 | 馬來西亞最喜愛TVB女主角 | 《天命》                                                                     | 鈕祜祿·鈴兒                                      | 提名     |
| 2019年 | 最佳女主角              | 《金宵大廈》                                                                 | 章瑋／楊玉華                                     | 最後五強 |
| 2019年 | 最受歡迎電視女角色      | 《金宵大廈》                                                                 | 章瑋／楊玉華                                     | 獲獎     |
| 2019年 | 最受歡迎電視拍檔        | 《金宵大廈》                                                                 | 與陳山聰一同獲獎                                 | 獲獎     |
| 2020年 | 最佳女主角              | 《法證先鋒IV》                                                               | 聞家希                                           | 提名     |
| 2020年 | 最受歡迎電視女角色      | 《法證先鋒IV》                                                               | 聞家希                                           | 提名     |
| 2020年 | 馬來西亞最喜愛TVB女主角 | 《法證先鋒IV》                                                               | 聞家希                                           | 提名     |
| 2022年 | 最佳女主角              | 《金宵大廈2》                                                                | Ella / 女醫生/ Lydia / Alex / Coco               | 最後五強 |
| 2022年 | 最受歡迎電視女角色      | 《金宵大廈2》                                                                | Ella / 女醫生/ Lydia / Alex / Coco               | 提名     |
| 2022年 | 馬來西亞最喜愛TVB女主角 | 《金宵大廈2》                                                                | Ella / 女醫生/ Lydia / Alex / Coco               | 最後五強 |
| 2022年 | 最受歡迎電視拍檔        | 《金宵大廈2》                                                                | 與陳山聰一同提名                                 | 提名     |
| 2022年 | 最受歡迎電視歌曲        | 《金宵大廈2》                                                                | 《相愛萬年》                                     | 提名     |
| 2023年 | 最佳女主角              | 《新聞女王》                                                                 | 張家妍                                           | 最後五強 |
| 2023年 | 馬來西亞最喜愛TVB女主角 | 《新聞女王》                                                                 | 張家妍                                           | 提名     |
| 2023年 | 大灣區最喜愛TVB女主角   | 《新聞女王》                                                                 | 張家妍                                           | 最後五強 |

### TVB 馬來西亞星光薈萃頒獎典禮
前身：

現名：
| 年份   | 獎項                   | 劇集/節目            | 角色/搭檔                                          | 結果     |
| 2011年 | 我的最愛電視女配角     | 《紫禁驚雷》         | 卓紫凝                                             | 提名     |
| 2011年 | 我的最愛最具潛質女藝員 | 《紫禁驚雷》         | 卓紫凝                                             | 提名     |
| 2012年 | 我的最愛電視角色       | 《拳王》             | 齊柏暉                                             | 提名     |
| 2012年 | 我的最愛電視螢幕情侶   | 《拳王》             | 與鄭嘉穎一同提名                                   | 提名     |
| 2014年 | 最喜愛TVB女主角        | 《寒山潛龍》         | 殷媚娘／桃花                                       | 提名     |
| 2014年 | 最喜愛TVB電視角色      | 《寒山潛龍》         | 殷媚娘／桃花                                       | 獲獎     |
| 2015年 | 最喜愛TVB女主角        | 《樓奴》             | 蔡堅菁                                             | 提名     |
| 2015年 | 最喜愛TVB電視角色      | 《樓奴》             | 蔡堅菁                                             | 獲獎     |
| 2017年 | 最喜愛TVB節目主持      | 《胡說八道真情假期》 | 連同胡杏兒、胡定欣、黃智雯、姚子羚和胡蓓蔚一同提名 | 最後五強 |
| 2017年 | 最喜愛TVB綜藝節目      | 《胡說八道真情假期》 | 連同胡杏兒、胡定欣、黃智雯、姚子羚和胡蓓蔚一同提名 | 獲獎     |

### 星和無綫電視大獎
| 年份   | 獎項                           | 劇集           | 角色/搭檔                | 結果 |
| 2012年 | 我最愛TVB電視女角色            | 《換樂無窮》   | 侯若海                   | 提名 |
| 2012年 | 飛躍進步女藝人獎               | 不適用         | 不適用                   | 獲獎 |
| 2013年 | 我最愛TVB女藝人                | 《情越海岸線》 | 郭希雯                   | 提名 |
| 2013年 | 我最愛TVB電視女角色            | 《情越海岸線》 | 郭希雯                   | 提名 |
| 2013年 | 我最愛TVB螢幕情侶              | 《情越海岸線》 | 與陳展鵬一同提名         | 提名 |
| 2015年 | 我最愛TVB女主角                | 《樓奴》       | 蔡堅菁                   | 提名 |
| 2015年 | 我最愛TVB電視女角色            | 《樓奴》       | 蔡堅菁                   | 獲獎 |
| 2016年 | 我最愛TVB女配角                | 《純熟意外》   | 月牙公主／莊穎兒／凌若菲 | 提名 |
| 2016年 | 我最愛TVB電視女角色            | 《純熟意外》   | 月牙公主／莊穎兒／凌若菲 | 獲獎 |
| 2016年 | TOKYO BUST EXPRESS性感魅力大獎 | 不適用         | 不適用                   | 提名 |

### 亞洲電視大獎
| 年份   | 獎項         | 劇集                 | 角色                                                     | 結果     |
| 2014年 | 最佳喜劇演員 | 《Spouse for House》 | Jessica Tan                                              | 最佳推薦 |
| 2020年 | 最佳女主角   | 《法證先鋒IV》       | 聞家希                                                   | 最後五強 |
| 2022年 | 最佳女主角   | 《金宵大廈2》        | Ella／Lydia／精神病院醫生／章 瑋（Alex）／楊玉華（CoCo） | 最後八強 |
| 2024年 | 最佳女主角   | 《新聞女王》         | 張家妍                                                   | 最後八強 |

### 觀眾在民間電視大奬
| 年份   | 獎項                     | 劇集                 | 角色/搭檔/單位                                           | 結果     |
| 2017年 | 民選最佳綜藝資訊節目主持 | 《胡說八道真情假期》 | 連同胡定欣、黃智雯、姚子羚、胡蓓蔚和胡杏兒一同提名       | 提名     |
| 2018年 | 民選最佳女主角           | 《天命》             | 鈕祜祿·鈴兒                                              | 最後五強 |
| 2019年 | 民選最佳女主角           | 《金宵大廈》         | 章瑋／楊玉華                                             | 獲獎     |
| 2020年 | 民選最佳女主角           | 《法證先鋒IV》       | 聞家希                                                   | 提名     |
| 2020年 | 民選最佳戲劇橋段         | 《法證先鋒IV》       | 聞家希傷心欲絕，強忍悲痛為秋姐解剖                       | 提名     |
| 2022年 | 民選最佳女主角           | 《金宵大廈2》        | Ella／Lydia／精神病院醫生／章 瑋（Alex）／楊玉華（CoCo） | 提名     |
| 2022年 | 民選最佳戲劇拍檔         | 《金宵大廈2》        | 與陳山聰一同提名                                         | 提名     |
| 2022年 | 民選最佳電視歌曲         | 《金宵大廈2》        | 《相愛萬年》                                             | 提名     |
| 2023年 | 民選最佳女主角           | 《新聞女王》         | 張家妍                                                   | 提名     |
| 2023年 | 民選最佳戲劇拍檔         | 《新聞女王》         | 與馬國明/佘詩曼一同提名                                  | 提名     |
| 2023年 | 民選最佳戲劇拍檔         | 《新聞女王》         | 與佘詩曼一同提名                                         | 提名     |

### 其他獎項
| 年份   | 頒獎典禮                             | 獎項                 | 作品                 | 角色/搭檔                                          | 結果            |
| 2003年 | 香港小姐競選                         | 最上鏡小姐           | 不適用               | 不適用                                             | 獲獎            |
| 2003年 | 香港小姐競選                         | 才藝小姐             | 不適用               | 不適用                                             | 獲獎            |
| 2016年 | SINA 頒獎禮- 微博之星                | 微博給力綜藝節目     | 《胡說八道真情假期》 | 連同胡杏兒、胡定欣、黃智雯、姚子羚和胡蓓蔚一同獲獎 | 獲獎            |
| 2017年 | European Cinematography Awards       | 最佳女演員           | 《Once More》        | Selina                                             | 獲獎            |
| 2017年 | Los Angeles Film Awards              | 最佳女演員           | 《Once More》        | Selina                                             | 獲獎            |
| 2019年 | 第7屆加拿大銀幕獎                    | 最佳女配角（戲劇）   | 《Blood and Water》  | Michelle Chang                                     | 提名            |
| 2019年 | 第7屆加拿大銀幕獎                    | 最佳衣着獎           | 不適用               | 不適用                                             | 獲獎            |
| 2019年 | Elite awards星級企業大獎2019         | 星級人氣大獎         | 《金宵大廈》         | 章瑋／楊玉華                                       | 獲獎            |
| 2020年 | JOOX Top Music Awards 2020（第二季） | TOP SING K歌         | 《二次緣》           | 與海俊傑一同獲獎                                   | 獲獎（第六名）  |
| 2020年 | 2020勁歌金曲優秀選 第一回            | 得獎歌曲             | 《二次緣》           | 與海俊傑一同獲獎                                   | 獲獎            |
| 2021年 | 2020年度勁歌金曲 頒獎典禮            | 最佳合唱歌曲銅獎     | 《二次緣》           | 與海俊傑一同獲獎                                   | 獲獎            |
| 2021年 | 紐約電視電影節2021                   | 最佳女演員           | 《金宵大廈》         | 章瑋／楊玉華                                       | 獲獎 （優異獎） |
| 2022年 | 第7屆VIP音樂榜頒獎禮                 | VIP最佳演鐸獎 - 金獎 | 《相愛萬年》         | 不適用                                             | 獲獎            |
| 2022年 | 第7屆VIP音樂榜頒獎禮                 | VIP熱選歌曲創作大獎  | 《相愛萬年》         | 不適用                                             | 獲獎            |
| 2023年 | 優酷娛樂×新聞女王收官禮              | 最具代表女王獎       | 《新聞女王》         | 張家妍                                             | 獲獎            |

## 外部連結
- 李詩韻官方網站 Vimeo （页面存档备份，存于）
- 李施嬅 TVB Blog
- 李施嬅的新浪微博
- 李施嬅的小紅書
- YouTube上的SelenaBeautyTips頻道
- 李施嬅的Instagram帳戶
- 李施嬅在豆瓣上的资料（简体中文）
- 李施嬅的抖音
- 李施嬅邵氏兄弟官方資料 （页面存档备份，存于）
- 李施嬅官方網站Twitter (2010-2015) （页面存档备份，存于）

| 前任： 嘉碧儀 | 香港小姐競選最上鏡小姐 2003年 | 繼任： 徐子珊 |